# Dolgans
Os Dolgans (em russo:  долганы; também chamados (entre eles) de  долган, тыа-кихи, саха) são um povo Turco que habitam principalmente no Krai de Krasnoyarsk, Rússia. O Censo da Rússia de 2010 indicou 7.900 Dolgans.
Os Dolgans falam a língua de mesmo nome, a qual é considerada por alguns lingüistas como um dialeto da língua iacuta. A identidade dos Dolgans se firmou ente o fim do século XIX e o início do XX, quando alguns Evenkis, Iacutos, Enets e alguns camponeses da tundra migraram para a região vindo de áreas junto aos rio Lena e Olenyok. Inicialmente, os Dolgans eram nômades caçadores e criadores de renas. Durante o período da União Soviética eles foram forçados a se estabelecer e formar kolkhozes dedicados a suas atividades com as renas, mais pesca, agricultura e cuidado com hortas.
A maioria dos Dolgans hoje professam a religião ortodoxa, da Igreja Ortodoxa Russa e alguns também a antigas sobreviventes crenças tengriistas (xamanismo).